# Skill Mega
Skill Mega – brytyjska grupa muzyczna wykonująca hip-hop. Powstała w 2004 roku w Londynie z inicjatywy raperów Daniela "Dana" Fresha i Caspera "Repsa" Wichmanna, którzy wcześniej tworzyli w pochodzącym z Brighton zespole pod nazwą Lost Souls. Skład uzupełnił pochodzący z Bournemouth DJ Rod Dixon i producent muzyczny Peepin' Tom. W czteroosobowym składzie formacja rozpoczęła prace nad debiutanckim materiałem na rzecz wytwórni Cryogenic Records. W międzyczasie Peepin' Toma zastąpił polski producent muzyczny Adam "O.S.T.R." Ostrowski, którego DJ Rod Dixon poznał w sklepie muzycznym w Bournemouth. Do grupy dołączyli także raperzy Uncle Dicky i Joe "Witchdocter Wise" Morris. Ostatecznie z udziałem Ostrowskiego zespół zarejestrował minialbum zatytułowany Bitter Blocker, który został wydany w sierpniu 2004 roku.
Wkrótce potem zespół dał szereg koncertów w Wielkiej Brytanii i w Polsce. W międzyczasie grupa rozpoczęła prace nad pierwszym albumem długogrającym. Płyta zatytułowana Normal Magic ukazała się 16 maja 2007 roku nakładem polskiej wytwórni płytowej Asfalt Records. Wśród gości na płycie znaleźli się m.in. Amanda Stevens i Rup The Cnut. Wcześniej, w 2006 roku Daniel "Dan" Fresh i Casper "Reps" Wichmann wystąpili gościnnie na albumie solowym O.S.T.R.-a pt. 7. W 2008 roku zespół Skill Mega wystąpił na wydanym przez Asfalt Records albumie producenckim Metro - Hands in Motion w piosenkach "I Write Raps" i "J.O.B.". W październiku 2012 roku nakładem niezależnej brytyjskiej oficyny Flash Fry Records ukazał się drugi album składu pt. Skill Mega.  

## Dyskografia
| Rok  | Tytuł                                                                  | Źródło |
| ---- | ---------------------------------------------------------------------- | ------ |
| 2004 | Bitter Blocker (EP) - Data: sierpień 2004 - Wydawca: Cryogenic Records | [ 2 ]  |
| 2007 | Normal Magic - Data: 16 maja 2007 - Wydawca: Asfalt Records            | [ 3 ]  |
| 2012 | Skill Mega - Data: październik 2012 - Wydawca: Flash Fry Records       | [ 4 ]  |

| Rok  | Wykonawca/Album                                                            | Utwór                                                                                                | Źródło |
| ---- | -------------------------------------------------------------------------- | --- | ------ |
| 2008 | Metro - Hands in Motion - Data: 18 stycznia 2008 - Wydawca: Asfalt Records | - "I Write Raps" (gościnnie: Skill Mega, Jid Sames) - "J.O.B." (gościnnie: LWC, Skill Mega, DJ Haem) | [ 5 ]  |

| Rok  | Wykonawca/Album                                                            | Utwór                       | Źródło |
| ---- | -------------------------------------------------------------------------- | --------------------------- | ------ |
| 2009 | Asfalt Records 1999-2009 - Data: 18 grudnia 2009 - Wydawca: Asfalt Records | - Skill Mega - "Late Shift" | [ 6 ]  |

## Teledyski
| Rok  | Tytuł                        | Reżyseria                                          | Album        | Źródło |
| ---- | ---------------------------- | -------------------------------------------------- | ------------ | ------ |
| 2008 | "Breathe In (No Boundaries)" | Juliette Rodriguez, Katie Blezard, Kanchi Wichmann | Normal Magic | [ 7 ]  |
| 2009 | "Family"                     | Chris Arnold, Obi Mgbado                           | Skill Mega   | [ 8 ]  |
| 2011 | "Take Me In Your Arms"       | Joshua Thomas                                      | Skill Mega   | [ 9 ]  |